# Dreisbach (Mettlach)
Dreisbach ist der kleinste Ortsteil der Gemeinde Mettlach im Landkreis Merzig-Wadern (Saarland). Bis Ende 1973 war Dreisbach eine eigenständige Gemeinde. In Dreisbach gibt es eine vielbesuchte Jugendherberge.

## Lage
Dreisbach liegt direkt an der Saarschleife. Der Ort ist nach dem Bach benannt, der dort in die Saar mündet. Der Oberlauf des Baches trägt den Namen Salzbach. Der Name des Unterlaufs kommt vom Gotischen Drinsan, was fallen oder herabstürzen bedeutet.

## Geschichte

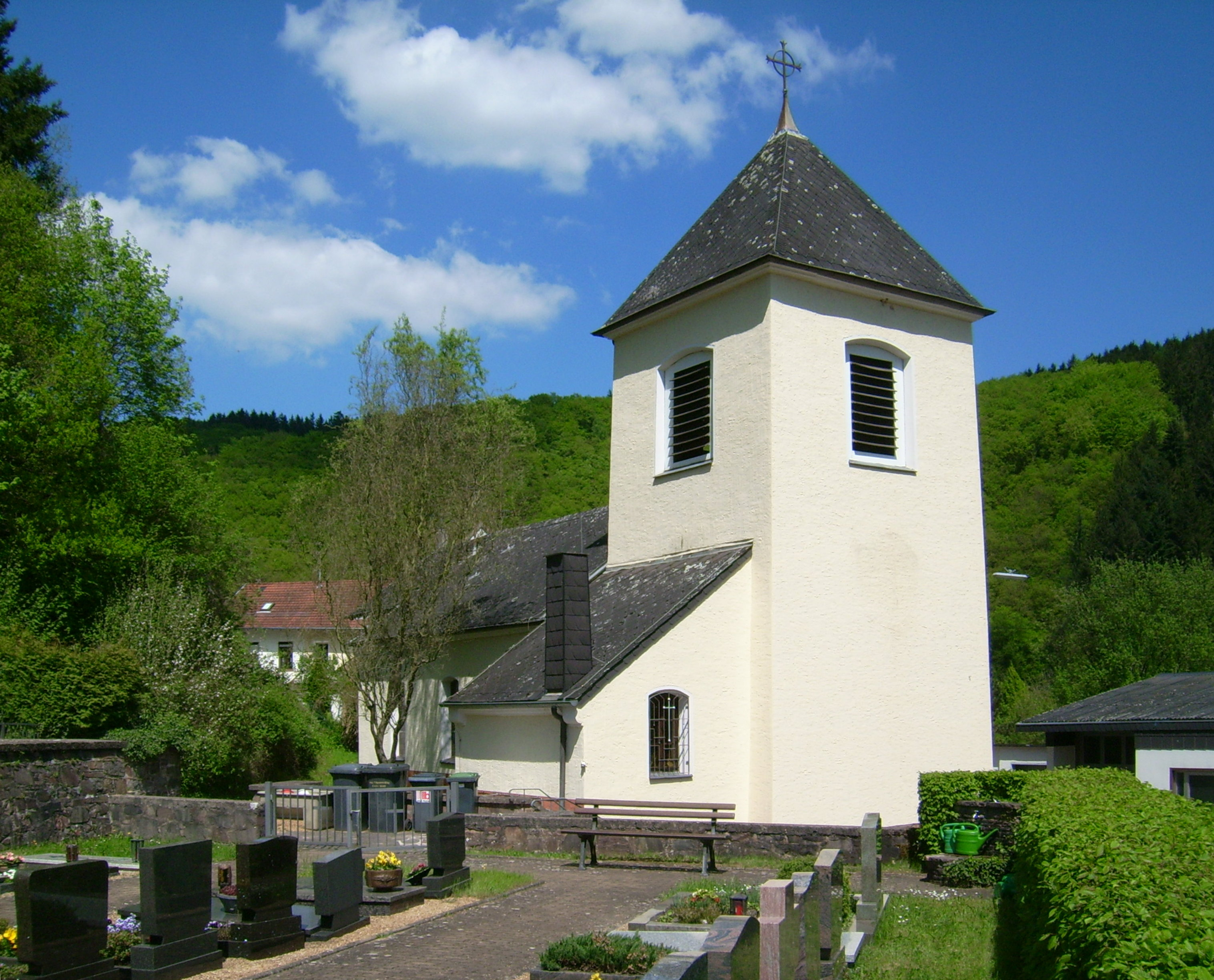
Kapelle in Dreisbach

Die älteste urkundliche Quelle, die Dreisbach erwähnt, stammt aus dem 14. Jahrhundert. In Dreisbach kann man von jeher mit einer Fähre die Saar überqueren; daher wird der heilige Nikolaus, Schutzpatron der Schiffer, besonders verehrt. In der Kapelle im Ort befindet sich eine Statue des Heiligen und auf der anderen Saarseite steht innerhalb der Saarschleife eine Nikolauskapelle.
Am 1. Januar 1974 wurde Dreisbach in die Gemeinde Mettlach eingegliedert.